# President Manuel A. Roxas
President Manuel A. Roxas est une localité de la province de Zamboanga du Nord, aux Philippines. En 2015, elle compte 39 323 habitants.